# Irena Portugalska
Irena Portugalska, port. Sant Iria (Irene) (zm. 653) – portugalska święta Kościoła katolickiego, czczona w dawnym rzymskim mieście Scallabis Castrum, które od niej przybrało obecną nazwę Santarém (wcześniej: Sancta Irena, Irenopolis).
Jej wspomnienie liturgiczne obchodzone jest 20 października za Martyrologium Rzymskim (1938).
Według legendy z XV wieku, Irena była mniszką, o niezwykłej urodzie, w klasztorze Nabentia (dzis. Tomar).
Zginąć miała z rąk zamachowca nasłanego przez odrzuconego kandydata do jej ręki. Jej ciało zostało wrzucone do Nabanis (Nabão), dopływu Tagu i miało dopłynąć do Scallabis, gdzie spoczęło na dnie rzeki. Na cześć Ireny została wybudowana bazylika w dzis. Santarém.
Obecnie przyjmuje się, że kult świętej powstał w związku ze zbudowaniem bazyliki pod wezwaniem św. Ireny z Tesaloniki, legenda zaś jest zjawiskiem późnym i wtórnym.